# Josef Gelegs
Josef Gelegs (* 17. Februar 1913 in Wien; † 28. Dezember 1969 ebenda) war ein österreichischer Fußballspieler.

## Lebenslauf
In der Saison 1933/34 war Gelegs als Stürmer Fußballprofi bei Rapid Wien, 1935/36 spielte er beim Wolfsberger AC, ab 1936 bei Post SV Wien. 1939 wurde Gelegs zum Kriegsdienst gezwungen, er musste an die Front nach Frankreich und später nach Russland und wurde von der deutschen Wehrmacht als Fernmelder eingesetzt. 1943 geriet Josef Gelegs bei Stalingrad in sowjetische Gefangenschaft. Er überlebte dank seiner ausgezeichneten Russischkenntnisse, da er als Dolmetscher des Lagerarztes tätig war. 1948/49 wurde Gelegs freigelassen und durfte nach Wien heimkehren. Er starb im Dezember 1969 an Lungenkrebs.
Gelegs war verheiratet mit Maria Gelegs (geborene Machala). Sein Enkel ist der ORF Korrespondent Mag. Ernst Gelegs.